# Hanna-Barbera Productions
Hanna-Barbera Productions est une société américaine produisant des dessins animés et quelques séries télévisées. C’est aujourd’hui une filiale de Warner Bros. Animation qui n’existe plus en tant que telle : seul le nom de la société est utilisé pour ses programmes originaux.
La société a été créée en 1957 par William Hanna et Joseph Barbera sous le nom de Hanna-Barbera Enterprises (rebaptisée Hanna-Barbera Productions dès 1959). Entre les années 1950 et 1980, le studio produit des séries télévisées d'animations qui deviendront des classiques du patrimoine de la télévision, telles que : Tom et Jerry, Les Pierrafeu, Scooby-Doo, Les Jetson, Yogi l'ours, Les Fous du volant, Capitaine Caverne, Hong Kong Fou Fou, Satanas et Diabolo, Wally Gator, Squiddly la pieuvre,.
Le studio a également produit des séries télévisées d'animations à licences ayant eu beaucoup de succès telles que : La Famille Addams, Lucky Luke, Pac-Man, Popeye, Olive et Mimosa, Les Schtroumpfs, Capitaine Planète, Les Snorky ou encore Superfriends.
En 1991, Hanna-Barbera Productions est achetée par le groupe Turner Broadcasting System (absorbé en 1996 par Time Warner), qui crée en 1992 la chaîne Cartoon Network, diffusant son catalogue ainsi que deux programmes phares dans les années 1990 : Le Laboratoire de Dexter et Les Supers Nanas,. Après la mort de William Hanna en 2001, l'entreprise est absorbée par la Warner Bros. Animation.
Tout au long de son existence, Hanna-Barbera remporta sept Academy Award, un Governors Award, huit Emmy Award, un Golden Globe Award et une étoile au Hollywood Walk of Fame,.

## Histoire

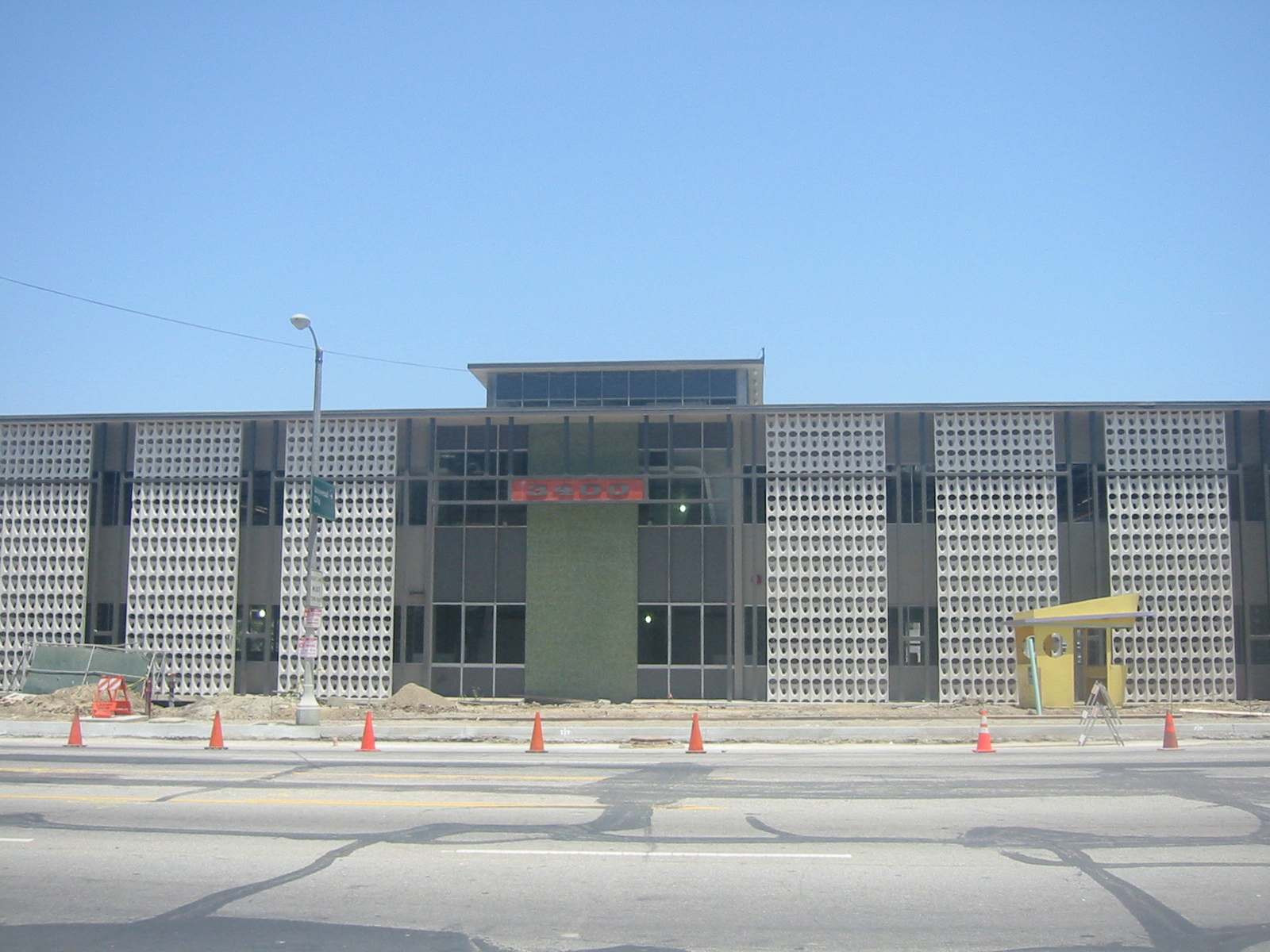
Les studios de la Hanna-Barbera, au 3400 Cahuenga Blvd, Studio City, Los Angeles, en 2007.

La série de courts-métrages d'animation consacrés aux personnages de Tom et Jerry, réalisé à la Metro-Golwyn-Mayer cartoon studio, a été un exemple de qualité d'animation et valut à ses deux auteurs de remporter sept fois l'Oscar du meilleur court-métrage d'animation. Dans les années 1960, Hanna et Barbera s'intéressent à la télévision et mettent au point une manière de produire des dessins animés adaptée à ce nouveau média gourmand en flux mais non soucieux de perfectionnisme. La réalisation commence à être sous-traitée en Europe de l'Est et en Asie. Tom et Jerry est notamment animé en Tchécoslovaquie, à Prague, par Gene Deitch,.
Les séries qu'ils produisent à la chaîne ont un graphisme dynamique, des scénarios assez pauvres et répétitifs, une animation réduite au minimum imaginable. Le résultat sera plus ou moins heureux. Les séries dont les personnages appartenaient à Hanna-Barbera ont tout de même marqué leur public dans les années 1970 et 1980 : Scooby Doo (initialement traduit en Scoubidou en France), Les Fous du volant et Satanas et Diabolo, Les Pierrafeu, Yogi l'ours, Capitaine Caverne, Hong Kong Fou Fou, Mumbly, Sans Secret, l'écureuil agent secret, Les Harlem Globetrotters, Les Aventures de Gulliver, Wally Gator, Squiddly la pieuvre, ou encore Samson et Goliath.
Dans les années 1980, ils continuent à produire des séries à succès pour la télévision, avec des adaptations de bande dessinées belges telles que Les Schtroumpfs, reprenant Les Schtroumpfs de Peyo ou Les Snorky reprenant celle de Nicolas Broca.
Dans les années 1990, Cartoon Network (créé en 1992) et Hanna-Barbera Productions créent deux séries dont le graphisme, les scénarios et l'animation sont des clins d'œil aux séries TV des années 1960-1970 : Le Laboratoire de Dexter (Dexter's Laboratory) et Les Supers Nanas (The Powerpuff Girls).
Hanna-Barbera Studios Japan, un studio d'animation japonais inspiré des dessins animés originaux Hanna-Barbera, a été fondé le 11 octobre 1970.

## Filmographie

### Séries

#### Séries animées mettant en scène des personnages sous licences
(liste non exhaustive)
- Les Aventures de Gulliver (Gulliver's Travels), d'après le roman de Jonathan Swift
- Les Aventures imaginaires de Huckleberry Finn (1968-1969), d’après l’œuvre de Mark Twain.
- Capitaine Planète (The New Adventures Of Captain Planet), d'après les personnages de Ted Turner, Robert Larkin III et Barbara Pyle[9]
- Casper et les anges (Casper And The Angels), d'après Casper le gentil fantôme d'Harvey Comics créé par Seymour Rell et Joe Oriolo
- Godzilla (Godzilla)
- La Famille Addams (The Addams Family)
- Les Harlem Globetrotters (The Harlem Globetrotters)
- Johan et Pirlouit (Johan and Pirlouit), d'après la bande dessinée de Peyo
- Jonny Quest (The Adventures of Jonny Quest), d'après la bande dessinée de Doug Wildey
- Josie et les pussycats (Josie and the pussycats), d'après la bande dessinée d'Archie Comics
- Laurel et Hardy (Laurel and Hardy)
- Lucky Luke, d'après la bande dessinée de Morris
- L'Ours Paddington (Paddington Bear), d'après le roman L'Ours Paddington de Michael Bond
- Pac-Man
- La Panthère Rose et fils (Pink Panther and sons), d'après le personnage de Blake Edwards, Friz Freleng et Hawley Pratt
- Les Petites Canailles (The Little Rascals), d'après les personnages de Hal Roach
- Superfriends (Superfriends) d'après la Ligue des justiciers d'Amérique (DC)
- Popeye, Olive et Mimosa (Popeye And Son), d'après la bande dessinée d'Elzie Crisler Segar
- Les Poupies (The Puppy's Greatest Adventures), d'après le roman de Jane Thayer
- Les Quatre Fantastiques (The Fantastic Four), d'après la bande dessinée des Marvel Comics
- Richie Rich (Richie Rich), d'après les personnages d'Harvey Comics
- Les Schtroumpfs (The Smurfs), d'après la bande dessinée de Peyo
- Les Snorky (The Snorks), d'après les personnages de Nic Broca
- Wallace et Gromit (Wallace & Gromit), d'après la série britannique en stop-motion du même nom créée par Bruce Timm et distribuée par Paramount Television.

#### Séries animées mettant en scène des personnages Hanna-Barbera
- Alcibiade
- Atomas, la fourmi atomique
- Autochat et Mimimoto
- Bajou
- Bêtes comme chien
- Bibifoc
- Birdman (en)
- Les Biskitts (en)
- Breezly et Sneezly (en)
- Buzzard et Vermisso (en)
- Banana Split (1968-1970)
- Les Cadets de l'espace
- Capitaine Caverne
- Le Cheval de feu
- Cléo et Chico
- Clue Club
- Les Comètes
- The Completely Mental Misadventures of Ed Grimley (en)
- Le Défi des Gobots
- Diabolo le magnifique
- Ding Dang Dong (en)
- Dink le petit dinosaure
- Une famille Ours au Far West
- Fantastic Max
- Le Fantôme de l'espace
- Foofur
- Les Fous du volant
- Galtar et la lance d'or
- Garoup le Loup
- Gaspard et les Fantômes
- La Grande Aventure de la Bible
- Grangallo Tirevite
- The Herculoids
- Hong Kong Fou Fou
- Jane de la jungle
- Jappy et Pappy toutou
- Les Jetson
- Johnny Bravo
- Josie et les Pussycats
- Kwicky Koala
- "Korg: 70,000 B.C." (1974-1975)
- Le Laboratoire de Dexter
- Lippy le lion
- Mademoiselle Rose et Charlemagne
- Magilla le gorille
- Mantalo
- Mightor
- Mini Mini détective
- Momo et Ursul
- Monsieur Belette
- Mumbly
- Mystérieusement vôtre, signé Scoubidou
- Le Pacha
- Pattaclop Pénélope
- Paw Paws
- Les Pierrafeu en culottes courtes
- Les Pierrafeu
- Pixie et Dixie et Mr. Jinks
- Les P'tits Loups-garous
- Quoi d'neuf Scooby-Doo ?
- Robin des Bois Junior
- Sammy et Scooby en folie
- Un Samouraï garde du corps
- Samson et Goliath
- Sans Secret, l'écureuil agent secret
- Satanas et Diabolo
- Scoubidou Show
- Scooby-Doo
- Scooby-Doo : Agence Toutou Risques
- Scooby-Doo : Mystères associés
- Scooby-Doo et Scrappy-Doo
- Shazzan
- Sophie la sorcière
- Space Stars
- Space Ghost
- Squiddly la pieuvre
- Trop cool, Scooby-Doo !
- Les Supers Nanas
- Tom et Jerry
- Tom et Jerry Kids
- Touché la Tortue
- Le Tourbillon noir
- Tout doux Dinky
- Les Treize Fantômes de Scooby-Doo
- Les Trois Ours
- La Vallée des dinosaures
- Les Voyages fantomatiques de Scoubidou
- Wait Till Your Father Gets Home (en)
- Wally Gator
- Where's Huddles? (en)
- Yippee, Yappee et Yahooey
- Yogi l'ours
- Les Aventures de Moby Dick

#### Séries d'animations créées par Cartoon Network studios
- Adventure Time
- Ben 10
- Billy et Mandy, aventuriers de l'au-delà
- Camp Lazlo
- Chowder
- Classe 3000
- Clarence
- Cléo et Chico
- Courage, le chien froussard
- Un écureuil chez moi
- Ed, Edd et Eddy
- La Forêt de l'Étrange
- Foster, la maison des amis imaginaires
- Generator Rex
- Hero: 108
- Hi Hi Puffy AmiYumi
- Johnny Bravo
- Les Jumeaux Barjos
- Juniper Lee
- Le Laboratoire de Dexter
- Megas XLR
- Les Merveilleuses Mésaventures de Flapjack
- Mike, Lu et Og
- Mon copain de classe est un singe
- Monsieur Belette
- Moumoute, un mouton dans la ville
- Nom de code : Kids Next Door
- Oncle Grandpa
- Quoi d'neuf Scooby-Doo ?
- Regular Show
- Robotboy
- Samouraï Jack
- Steven Universe
- Les Saturdays
- Les Supers Nanas
- Le Monde incroyable de Gumball
- Teen Titans : Les Jeunes Titans
- Time Squad, la patrouille du temps
- La Toupie Humaine
- Tom et Jerry Tales
- Vil Con Carne

#### Séries d'animations créées par Hanna-Barbera Studios Japan
- Batman, la série animée
- Superman, l'Ange de Metropolis
- Batman, la relève

### Longs-métrages
- Les Aventures de Yogi le nounours (1964)
- C.H.O.M.P.S. (1979)
- Les Dalton en cavale (1983)
- GoBots: Battle of the Rock Lords (en) (1986)
- Heidi's Song (1982)
- Les Jetson : le film (1990)
- The Man Called Flintstone (en) (1966)
- Le Petit Monde de Charlotte (1973)
- Le Petit Monde de Charlotte 2 (2003)
- Quand les Jetson rencontrent les Pierrafeu (1987)
- Rock Odyssey (en) (1987)
- Le Voyage d'Edgar dans la forêt magique (1993)

## Adaptations
Les films suivants n’ont pas été produit par la société.

### Longs-métrages
Plusieurs séries Hanna-Barbera ont été adaptées au cinéma :
- La Famille Pierrafeu (1994)
- Josie et les Pussycats (2001)
- Les Pierrafeu à Rock Vegas (2000)
- Scooby-Doo (2002)
- Scooby-Doo 2 : Les monstres se déchaînent (2004)
- Tom et Jerry, le film (1992)
- Yogi l'ours (2010)

### Autres séries d’animation
- Loopy De Loop (1959-1965)

### Émissions françaises
- 1990-1996 : Hanna-Barbera Dingue Dong sur Antenne 2 ; inspirée sur le modèle de l'émission Le Disney Channel. Hanna-Barbera Productions propose une émission consacrée exclusivement à ses propres programmes. Produite en collaboration avec Christophe Izard et basée sur le programme américain The Funtastic World of Hanna-Barbera.
- 1998-1999 : le concept évolue pour donner 1, 2, 3 Silex sur France 3.
- 2004-2008 : Scooby-Gang sur France 3.

## Distinctions
Tout au long de son existence, Hanna-Barbera remporta 7 Academy Award, 1 Governors Award, 8 Emmy Award, 1 Golden Globe Award et une étoile au Hollywood Walk of Fame,.